# Ptyelus nebulus
Ptyelus nebulus är en insektsart som först beskrevs av Turton 1802.  Ptyelus nebulus ingår i släktet Ptyelus och familjen spottstritar. Inga underarter finns listade i Catalogue of Life.